# Disc de Nebra
El disc de Nebra, o disc celeste de Nebra, és la representació més antiga que es coneix de la volta del cel i dels fenòmens astronòmics. Es tracta d'una peça arqueològica descoberta el 1999 a la muntanya de Mittelberg, prop de Nebra, a l'estat de Saxònia-Anhalt, Alemanya. És una placa de bronze, quasi rodona, de 2 kg de massa i té aproximadament un diàmetre de 32 cm. Pertany a la cultura d'Unetice, de fa 3.600 anys; la cultura Unetice (o Aunjetitz, en alemany) és una cultura prehistòrica que es va desenvolupar durant l'edat del bronze a la zona entre els rius Rin i Dnièster i des de la mar Bàltica fins al Baix Danubi. Els experts diuen que representa el firmament, amb l'ús d'elements abstractes. Es troba al Landesmuseum der Vorgeschichte de Halle. El disc de Nebra va ser declarat, per la UNESCO, Patrimoni cultural i registrat com a "Memòria del món" des del juny del 2013.

## Història de la descoberta

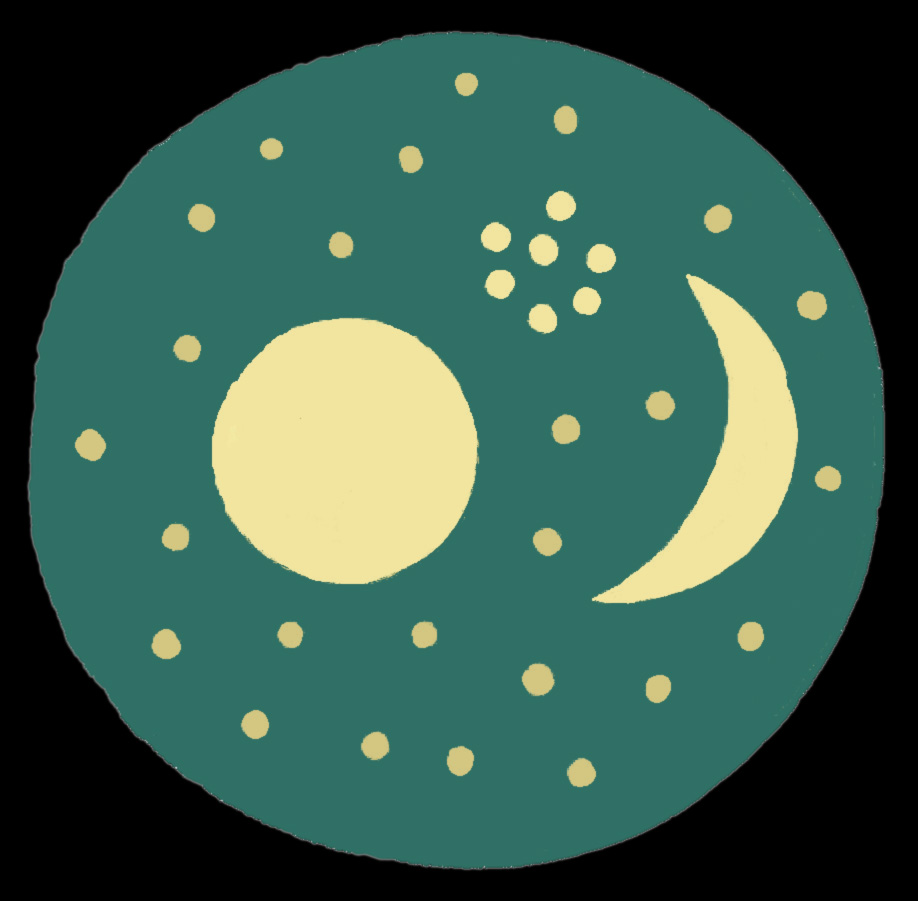
Estat original: a l'esquerra la lluna plena, a la dreta el quart creixent, a la part de dalt, entre les llunes, es troben les Plèiades (totes les representacions estan simplificades)

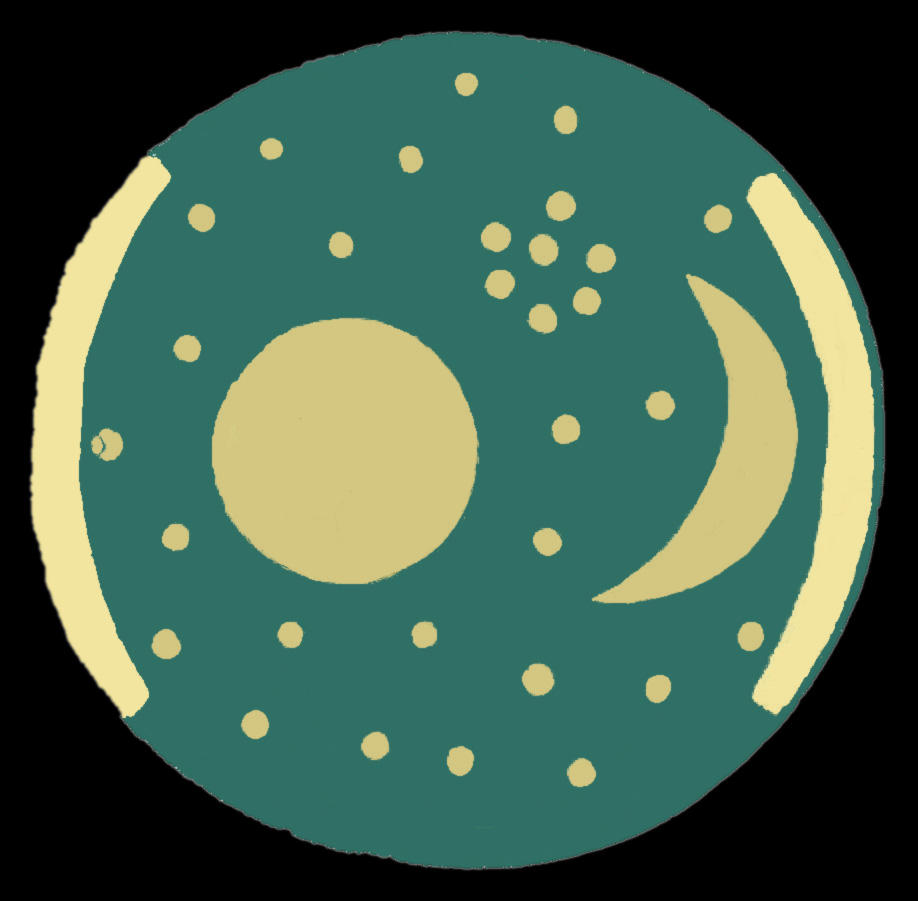
Segon estat: es completa amb els arcs de l'horitzó per la sortida i la posta del Sol. Estrelles individuals van ser desplaçades o cobertes

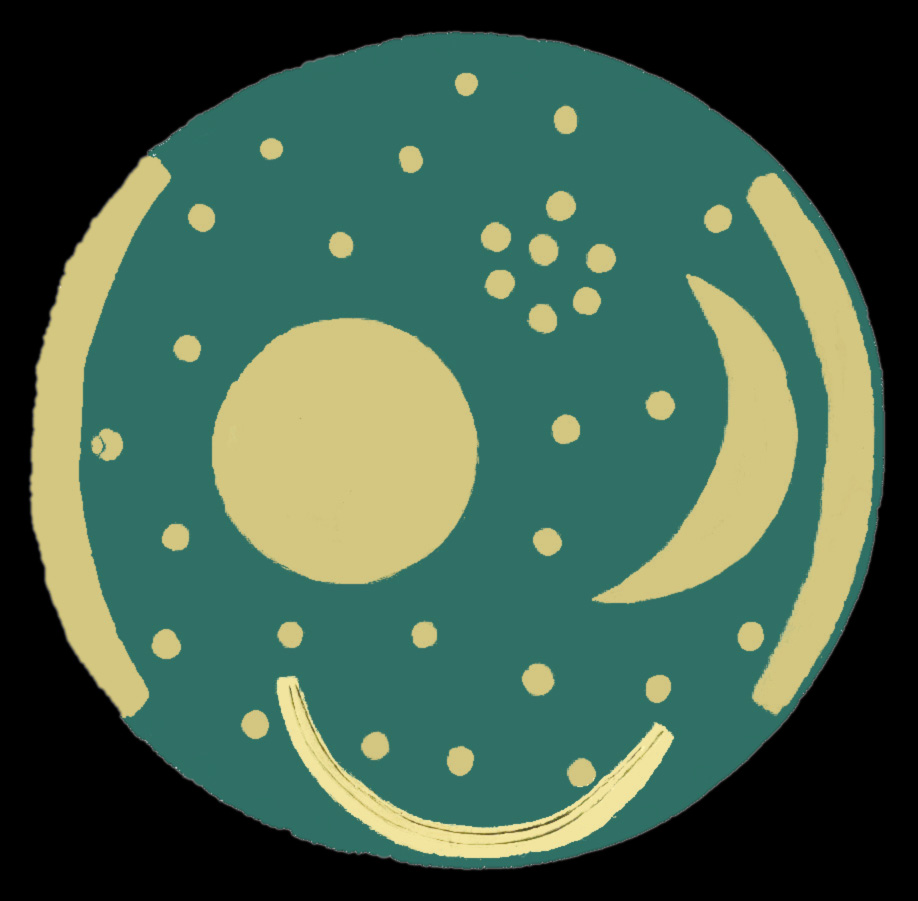
Tercer estat: completada amb la barca solar

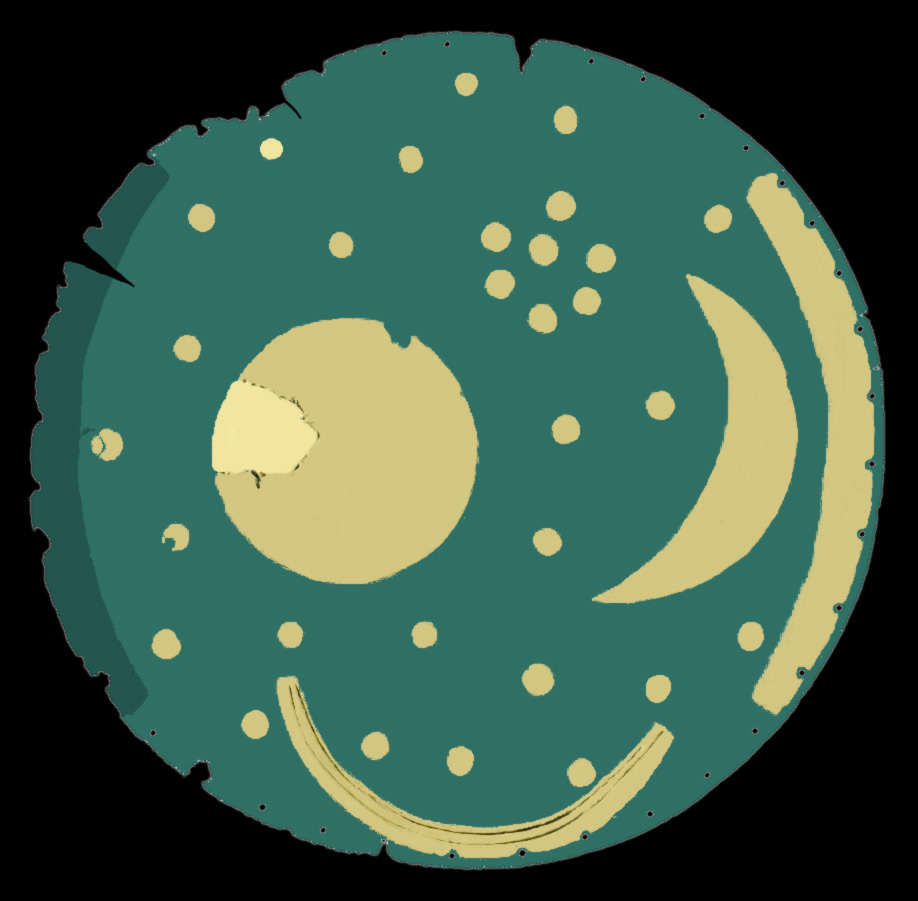
Estat actual: l'arc de l'horitzó de l'esquerra ja faltava quan es va enterrar el disc, els forats de la vora ja existien. Les osques a la part superior esquerra i el deteriorament de la lluna plena van ser causades pels excavadors

A l'estiu del 1999, dues persones, Harry Westphal i Mario Renne, amb l'ajut de detectors de metalls, es dedicaven a cercar municions i armes militars al bosc de Ziegelroda, que és la part forestal de la muntanya Mittelberg. Va ser així com van ensopegar, sense sospitar-ne la importància, amb les restes d'alguna civilització prehistòrica, restes que més tard es datarien cap al 1600 aC. Les troballes consistien en un disc clavat verticalment a terra, acompanyat de dues espases, dues destrals, uns braçalets i un escarpre; tot plegat envoltat per grans pedres que protegien el dipòsit. Inicialment, no van donar gens d'importància al disc, i la resta la van vendre al mercat negre per 31.000 marcs (uns 16.000 euros de l'any 2000).
Un comprador de la troballa la va oferir als museus de prehistòria de Berlín i Múnic. Va ser aleshores que el director del museu de Berlín, Wilfried Menghin, va rebre unes fotografies on es veia el disc celeste força brut i altres peces. De tot plegat, el comprador anònim en demanava un milió de marcs alemanys. Menghin va contestar que el propietari legítim del tresor prehistòric era el patrimoni nacional i que, per tant, s'havia de lliurar al Museu de Prehistòria de Múnic. Després d'aquesta conversa, la troballa va desaparèixer durant un temps.
L'any 2002, unes altres persones es van posar en contacte amb Menghin i li van fer propostes perquè els comprés el tresor. Aquest cop el director del museu no va voler perdre'ls la pista i va acudir al Ministeri de Cultura de Saxònia-Anhalt, que es va encarregar de denunciar-ho a la policia. Després de la investigació policíaca, es va aconseguir recuperar el disc celeste i una de les espases. Més tard, en van trobar la resta en cases particulars d'Alemanya, després d'escorcollar-les. Al setembre del 2002, els implicats van ser detinguts i condemnats a una multa o a un petit arrest.

## Lloc de la descoberta
El jaciment arqueològic es va trobar, segons confessió dels implicats, al bosc de Ziegelrodaer, a la muntanya Mittelberg, que està a 252 metres d'altitud i que domina el riu Unstrut. Aquest lloc és prop de Nebra (estat de Saxònia-Anhalt, Alemanya). Es van fer anàlisis químiques del terra que van coincidir amb les fetes a la terra que estava adherida al disc celeste; així, els arqueòlegs van poder confirmar que els descobridors havien dit la veritat. La muntanya de Mittelberg és tradicionalment rica en jaciments arqueològics de diverses etapes de la humanitat, i ofereix un dels recintes europeus amb una més gran densitat de sepultures de l'edat del bronze; s'hi calculen uns 800 túmuls.
Des d'aquest moment, l'oficina federal de Saxònia-Anhalt va impulsar una campanya per l'excavació del lloc que va obtenir molt bons resultats. Es va esbrinar que no es tractava de cap sepultura sinó d'un dipòsit on s'havien abandonat les peces dintre d'una cista (vas metàl·lic amb tapa que s'usava per a guardar objectes preciosos), sense cap ordre. Aquest tipus de dipòsit és força freqüent entre els humans de l'edat del bronze i se'n coneixen força exemplars. Es creu que poden ser ofrenes als déus.
Prop de la cista, hi havia una muralla circular i llisa, de 160 m de diàmetre. Dos panys de la tanca envoltaven el morrot de la muntanya. El seu estudi va demostrar que havia estat aixecada un mil·lenni després de la fabricació del disc, a l'edat del ferro, potser en el moment del dipòsit. Es va esbrinar també que no hi havia empremtes d'establiment de cap poble i que el lloc no tenia senyal de ser una fortificació. Les conclusions finals van ser que es tractava d'un punt escollit per al culte religiós, pel seu extraordinari emplaçament i les seves relacions astronòmiques. En aquesta època, es pensava que la Terra era com un disc pla i el cel tenia forma de cúpula; aquesta hipòtesi va ser definida per Tales de Milet aproximadament mil anys després de l'edat del bronze.

## Descripció del disc
És una placa de bronze amb incrustacions d'or i té un diàmetre de 31 per 32 cm i un gruix que augmenta des de l'exterior fins a l'interior, des d'1,5 mm a 4,5 mm. Està arcat i és lleugerament còncau. Pesa 2.050 grams. No se sap quin era el seu color original perquè, al cap de 3.600 anys d'estar enterrat, ha adquirit una coloració verdosa a causa del revestiment del carbonat de coure. Es va trobar a terra, en posició vertical i amb el seu anvers orientat cap al nord.
L'estudi fet sobre el disc celeste trobat va venir a demostrar que no era exactament l'originari, sinó que sobre aquest s'havien fet una sèrie de modificacions al llarg dels anys d'acord amb els coneixements i potser també al seu ús. S'han pogut constatar fins a 4 fases:
- Incrustació d'un disc solar, més una lluna creixent, més 32 estrelles.
- Incrustació de disc solar, més lluna creixent, més 30 estrelles, més dos arcs a l'horitzó orientats est-oest.
- Incrustació de 30 estrelles, més lluna creixent, més disc solar, més una nau entre els dos arcs de l'horitzó.
- El mateix disc que l'anterior, amb la variant de les perforacions del cantell. Són 38 forats, realitzats des de l'anvers i distribuïts en espais regulars, cosa que podria suposar un intent de periodització. Pot veure's molt bé a l'anvers el martelleig que va tenir lloc per fer els forats. Aquests forats venen a demostrar que l'ús del disc també va patir diverses modificacions.

Els arcs de l'horitzó que van ser afegits i en algun punt també van tapar algunes estrelles de les fases anteriors, són característics de l'època del Neolític i s'han pogut veure en molts jaciments arqueològics. Demostren el coneixement avançat d'aquella gent en el camp de l'astronomia. Un dels arcs representa la sortida del sol i en un altre l'ocàs. L'angle que abasten, vuitanta-dos graus, equival a l'angle que formen la sortida i ocàs solar entre el solstici d'hivern i el d'estiu a la latitud en què va ser trobat.
La barca solar (de la qual existeixen versions per al déu grec Helios o per a l'egipci Ra) té més relació amb la religió que amb l'astronomia. Es troba com a símbol a tot Europa, en jaciments que corresponen a l'edat del bronze i és força freqüent en les pintures rupestres d'Escandinàvia. Està representada com un arc daurat i ombrejat.
Les estrelles també han estat objecte d'estudi i d'especulació. Les Plèiades són visibles des de Centreeuropa des de l'edat del bronze i apareixen citades com a aquestes estrelles als calendaris de diverses cultures de tot el món. Però, al costat d'aquesta interpretació, han sorgit controvèrsies i opinions dispars. Els arqueoastrònoms saben que des de Centreeuropa i ja des de l'edat del bronze podien veure's tres grups d'estrelles: Plèiades, Pessebre i Dofí. D'acord amb aquests tres grups, alguns astrònoms han suposat que la constel·lació representada al disc havia de trobar-se prop de l'eclíptica; per tant, descarten el Dofí; però les altres dues, Plèiades i Pessebre són suficientment properes a l'eclíptica. Wolfhard Schlosser, catedràtic d'astronomia, es decanta per la interpretació de les Plèiades, constel·lació que se sap que, almenys a la Grècia arcaica, servia de marcador per a la confecció del calendari agrari. El tema de la mencionada interpretació es basa, doncs, en suposicions i especulacions amb les quals molts altres astrònoms i professors no estan d'acord. En el que sí que estan tots d'acord és a assenyalar que el disc de Nebra és un objecte preciós que devia tenir un gran valor decoratiu i ritual.

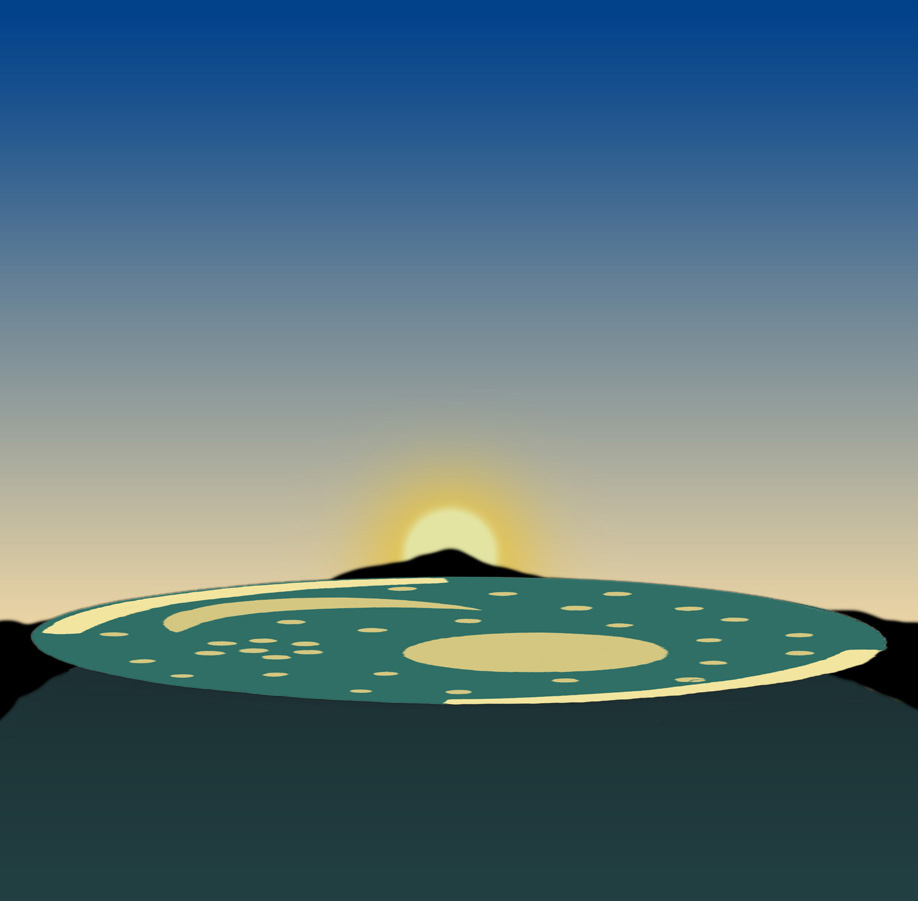
Solstici d'estiu: assenyalant de la muntanya Mittelberg a la muntanya Brocken s'ajusta el disc. Es mostra la posta del Sol
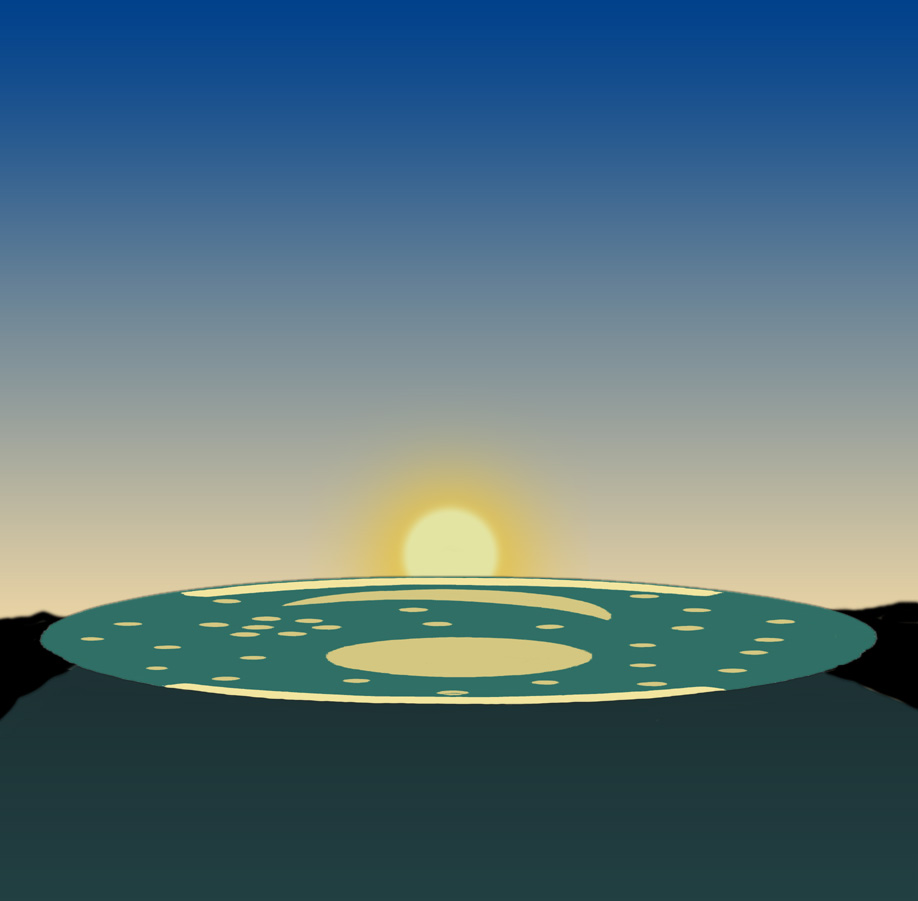
Començament de la tardor i de la primavera: vista de la posta del Sol a l'equinocci. La muntanya Brocken és a aquest moment a 41° a la dreta del Sol
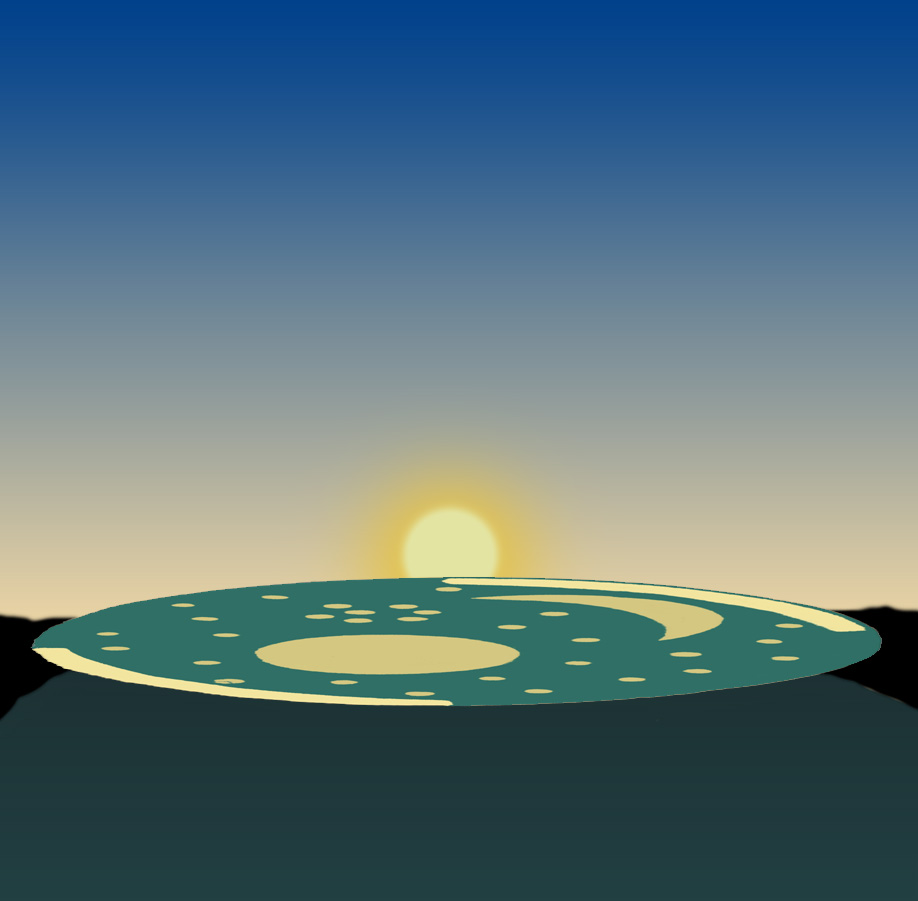
Solstici d'hivern: la posta del Sol assoleix el seu punt més al sud. La muntanya Brocken està a 82° a la dreta del Sol

S'ha proposat que podria formar part de la decoració d'un escut d'armes, ja que a l'edat del bronze era normal afegir símbols als escuts amb la missió de protegir-los pel poder sobrenatural que pensaven que tenien, i s'ha comparat amb la descripció d'Homer a la Ilíada, sobre l'escut d'Aquil·les:
| «                                | ... va crear un escut, gran i robust, que va adornar hàbilment a cada una de les seves parts, i al voltant, sobre un marge lluminós va posar, tres relluents plecs, fets de color argent (...) Al disc, estaven forjats la Terra, els cels, el mar, i les últimes postes de sol, i la lluna plena, i totes les constel·lacions, i amb la qual cosa el cel es coronava amb les Plèiades... | » |
| — XVIII, línia 478-89, La Ilíada | |   |

Més o menys va ser aquesta la conclusió del Dr. González García de la Universitat Autònoma de Madrid en una conferència del 18 de gener del 2007.

## Restauració
A causa de la inadequada excavació dels que el van trobar, el disc estava parcialment malmès. A la part superior esquerra, havia estat copejat i s'hi havia ocasionat una osca, amb una part de l'or de la lluna i una estrella arrencada. A causa del llarg temps passat enterrat a terra, tot el disc estava en mal estat a causa de la corrosió, fins i tot en la fulla d'or, presumiblement per efectes galvànics, que per seguretat era aconsellable no eliminar mecànicament.
Es va intentar netejar-lo posant la placa en remull amb aigua sabonosa i posteriorment amb l'ús d'un raspall de dents i llana d'acer per netejar i això n'ocasionà ratlles en la superfície.
El primer pas en la restauració efectuat al Museu Estatal de Prehistòria de Halle fou obtenir unes parts com a mostres per anàlisis addicionals fetes amb una barreja d'etanol-aigua i amarada en un raspall dur de niló.
En el segon pas, la corrosió adherida a la part de l'or es va eliminar eficaçment amb una pasta química usant hisops de cotó. Les empremtes de corrosió a la placa de bronze es van deixar.
Finalment, la part trencada durant l'excavació es va reemplaçar amb una placa d'or, preparant la part de la lluna plena que es trobava totalment deformada en la mateixa composició.

## Les espases

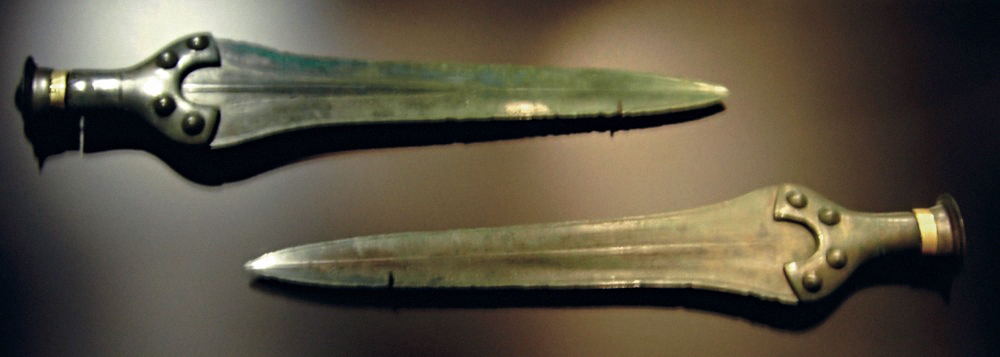
Espases en bronze trobades al costat del disc celeste de Nebra

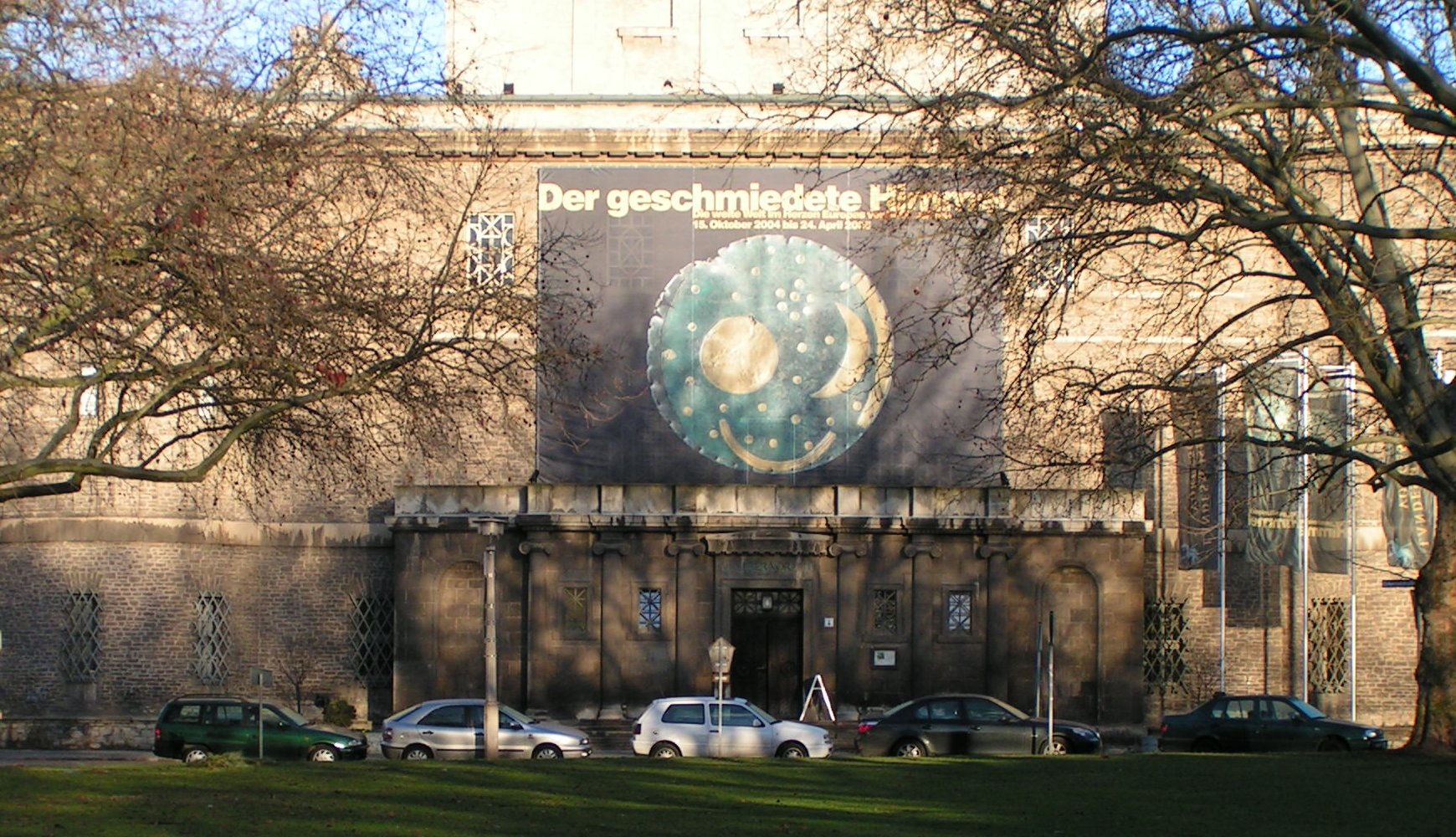
Museum für Vorgeschichte a Halle, on s'exposa el disc celeste de Nebra

Les espases aparegudes al costat del disc celeste són d'una gran qualitat. Les empunyadures i les fulles estan treballades amb gran cura i decorades amb la mateixa tècnica que el disc, l'embotiment i bandes d'or, com a armes de cerimonials. La seva datació va ser possible gràcies a la tècnica del carboni 14 sobre les restes de materials orgànics adherits a les espases, i segons unes anàlisis d'elements per fluorescència de raigs X, realitzats per E. Pernicka de la Universitat de Friburg, el bronze és originari de Mitterberg, a Àustria, l'estany de Cornualla, i l'or és dels Carpats; existeix la possibilitat, segons l'arqueòleg Gregory Borg, que l'or pogués procedir del riu Carnon de Cornualla (2010).
Durant l'estudi, es va comprovar que les espases presentaven múltiples bombolles d'aire, cosa que segurament demostra que van ser foses a la cera en motllos d'argila, ja que en aquest sistema de fosa les mencionades bombolles són difícils d'evitar; a més a més, es va descartar la tècnica de la forja, perquè el material presenta una composició de bronze amb estany al 10%, amb la qual cosa aquest aliatge resulta dur i trencadís en emprar aquesta tècnica.

## Qüestions jurídiques
L'estat de Saxònia-Anhalt ha registrat el disc com una marca, que ha donat lloc a dues demandes: l'any 2003, la primera demanda amb una resolució reeixida, va anar contra la ciutat de Querfurt, que estava representant el disc per al disseny de souvenirs. La segona demanda ha estat en contra de les editorials Piper i Heyne, per mostrar la imatge del disc a les cobertes d'uns llibres. El tribunal de Magdeburg és l'encarregat d'avaluar el cas en correspondència amb el dret d'autor alemany. Els defensors sostenen que, com a objecte de culte, el disc ja s'havia "publicat" a l'edat del bronze i, per tant, la propietat intel·lectual fa temps que ha tingut el seu venciment; els demandants, al contrari, afirmen que el disc és una editio princeps recent i, segons la legislació alemanya, està protegit per als pròxims 25 anys, o sigui, fins al 2027. El Tribunal de Magdeburg va fer una darrera sentència denegant l'ús d'una imatge del disc per a una portada de llibre l'any 2005.

## Exposicions
El disc celeste de Nebra ha estat exposat: 
- Museu de la prehistòria de Halle, del 15 d'octubre del 2004 al 22 de maig del 2005.
- Museu Nacional de Copenhaguen, de l'1 de juliol al 22 d'octubre del 2005.
- Viena, del 9 de novembre del 2005 al 5 de febrer del 2006.
- Mannheim, del 10 de març al 16 de juliol del 2006.
- Basilea, del 29 de setembre del 2006 al 25 de febrer del 2007.
- Exposició permanent a Landesmuseum für Vorgeschichte (Museu Nacional de la prehistòria), a la ciutat de Halle. A on, l'any 2008, es va fer conèixer la moneda amb la imatge del disc commemorativa, de 10 euros, i es va fer la presentació de l'edició d'un segell postal amb un valor facial de 55 cèntims, representant la imatge del disc junt amb la de les dues espases trobades juntament amb el disc.[18]

Al juliol de l'any 2006, la BBC va realitzar un documental, difós pel canal de televisió Art, amb la interpretació esotèrica i religiosa del disc, quasi sense tenir en compte els aspectes científics, i enfrontant-se amb les declaracions dels investigadors alemanys. Diferents punts de connotació científica estan descrits i desenvolupats a l'esmentat documental.